# Gudrun Sjödén

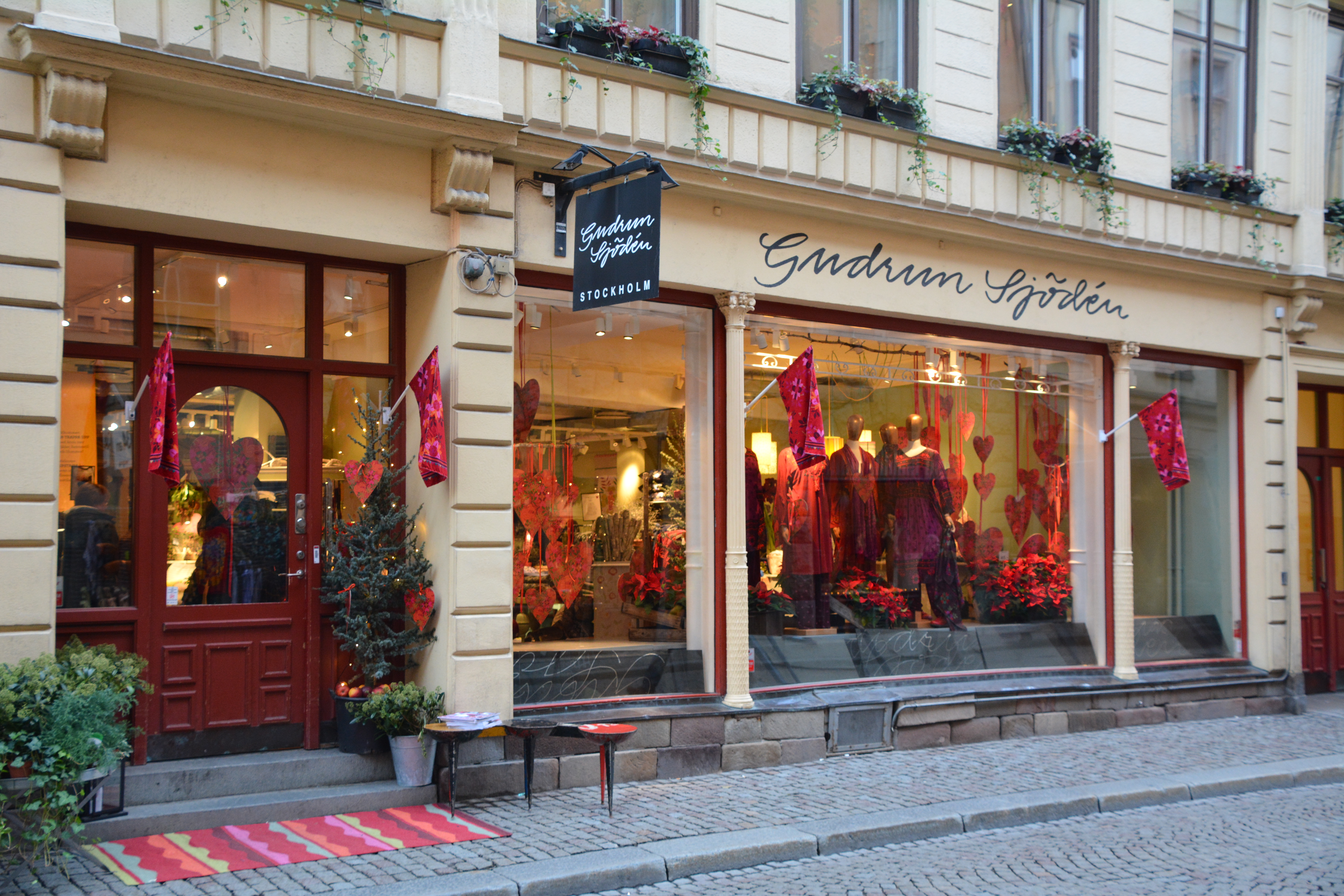
Gudrun Sjödén-butik, Stora Nygatan 33 i Stockholm.

Gudrun Sjödén, född Rådevik den 5 juni 1941 i Östhammars församling i Stockholms län (sedermera Uppsala län), är en svensk kläddesigner.

## Biografi
Gudrun Sjödén växte upp i Julita i Södermanland och utbildade sig på textil- och modelinjen på Konstfack 1958–1963. Hon har arbetat som designer hos Ivar Wahl AB och med modejournalistik för bland annat Femina och Damernas Värld. 
Sjödén var från 1961 gift med fotografen Björn Sjödén (1940–2016). Tillsammans öppnade de 1976 sin första butik, på Regeringsgatan i Stockholm. Företaget hade vid årsskiftet 2016/2017 ett hundratal anställda och omsatte drygt en kvarts miljard kronor.